# Sept Amoureuses
Pour plus de détails, voir Fiche technique et Distribution.
Sept amoureuses (Seven Sweethearts) est un film américain réalisé par Frank Borzage, sorti en 1942.

## Synopsis
Dans la ville de Little Delft, Michigan, Papa Van Maaster, le propriétaire de l'hôtel local, insiste pour que ses sept filles se marient dans l'ordre, la plus jeune devant donc être la dernière.

## Fiche technique

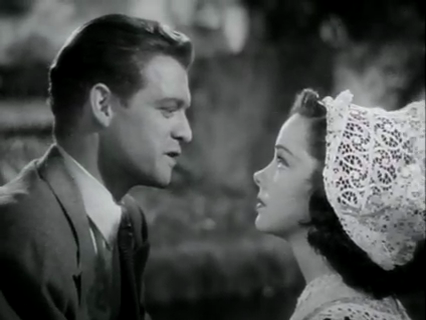
Van Heflin et Kathryn Grayson.

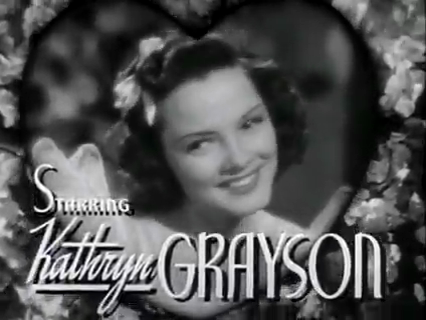
Kathryn Grayson.

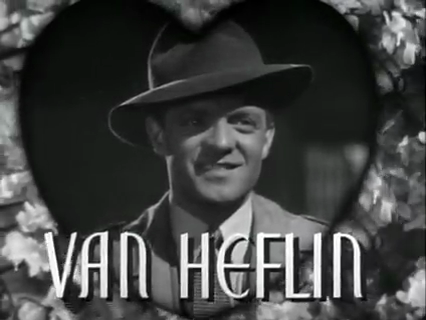
Van Heflin.

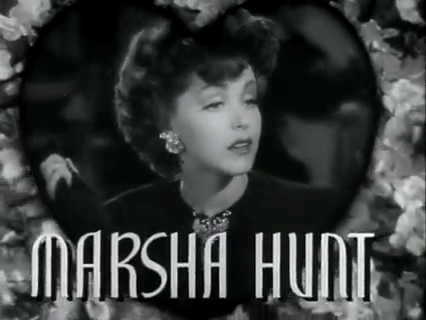
Marsha Hunt.

- Titre original : Seven Sweethearts
- Titre français : Sept Amoureuses
- Réalisation : Frank Borzage
- Scénario[1] : Walter Reisch,	Leo Townsend
- Direction artistique : Cedric Gibbons
- Décors : Edwin B. Willis
- Costumes : Howard Shoup
- Photographie : George Folsey, Leonard Smith
- Son : Douglas Shearer
- Montage : Blanche Sewell
- Musique : Franz Waxman
- Chansons :
  - "Little Tingle Tangle Toes", "You and the Waltz and I", musique de Walter Jurmann et paroles de Paul Francis Webster
  - "Tulip Time", paroles et musique de Burton Lane et Ralph Freed
- Production : Joseph Pasternak
- Société de production : Metro-Goldwyn-Mayer
- Société de distribution : Loew's Incorporated
- Pays de production :  États-Unis
- Langue : anglais
- Format : Noir et blanc - 35 mm - 1,37:1 - Son Mono (Western Electric Sound System)
- Genre : Romance musicale
- Durée : 98 minutes
- Dates de sortie : 
  - États-Unis : semaine du 13 novembre 1942 (Première à New-York)
  - Belgique : 3 janvier 1945
  - France : 17 janvier 1947

## Distribution
- Kathryn Grayson : Billie Van Maaster
- Marsha Hunt : Regina Van Maaster
- Cecilia Parker : Victor Van Maaster
- Peggy Moran : Albert Van Maaster
- Dorothy Morris : Peter Van Maaster
- Frances Rafferty : George Van Maaster
- Frances Raeburn[2] : Cornelius Van Maaster
- Van Heflin : Henry Taggart
- Carl Esmond : Jan Randall
- Michael Butler : Bernard Groton
- Cliff Danielson : Martin Leyden
- William Roberts : Anthony Vreeland
- James Warren : Theodore Vaney
- Dick Simmons : Paul Brandt
- S. Z. Sakall : Papa Van Maaster
- Diana Lewis : Mme Nugent
- Donald Meek
- Louise Beavers